# 特丝·马德根
特丝·马德根（英語：Tess Madgen，1990年8月12日—），澳大利亚女子篮球运动员，2018年女子世界盃籃球賽银牌得主、2022年女子世界盃籃球賽铜牌得主、2024年夏季奥林匹克运动会女子铜牌得主。